# Watervliegenval
De watervliegenval (Aldrovanda vesiculosa) is een vleesetende plant uit de zonnedauwfamilie (Droseraceae). Het is de enige soort in het geslacht Aldrovanda. Het verspreidingsgebied van de soort is zeer groot, maar de soort is nergens talrijk. Het is samen met enkele soorten van het geslacht blaasjeskruid (Utricularia) een van de weinigen onder water levende vleesetende planten.

## Val
De watervliegenval heeft ongeveer hetzelfde vangmechanisme als de venusvliegenvanger en is daardoor ook een van de weinige vleesetende planten met een klemval.